# Нортстар (остров)
Нортстар (англ. Northstar Island) — остров искусственного происхождения площадью 20 тыс. м² (2 га), расположенный на юге моря Бофорта в 9,7 км к северу от побережья Аляски и 19 км к северо-западу от Прадхо-Бей. Остров был создан для разработки нефтяного бассейна Нортстар, залегающего, примерно, на глубине 3 тыс. 800 м ниже уровня морского дна. Нефтяной бассейн был обнаружен 30 января 1984 года компанией Шелл.

## Описание
Остров был искусственно создан на месте разведки нефтяной скважины. После дополнительной разведки зимой 1999—2000 года Международная Строительная компания Аляски приступила к созданию острова. Постройка стандартной нефтяной буровой платформы, такие как те, которые используются в Мексиканском заливе, было невозможно из-за ежегодного формирования пакового льда недалеко от северного побережья Аляски. Стабильный, доступный круглый год искусственный остров был единственным путём по обеспечению целостности нефтяных скважин, необходимой для бесперебойного производства. Для защиты от воздействия эрозии под воздействием силы массы льда, берега острова были покрыты бетонными матами, которые расположены на высоте 1,2 м над ватерлинией и 5,5 м под ней. Из-за значительного удаления от берега, постройка связующей дамбы была невозможной, как это была реализовано в предыдущих проектах (к примеру, Остров Эндикотт). Остров Нортстар стал первым островом в море Бофорта, в котором для транспортировки нефти на берег используется подводный трубопровод. В зимнее время благодаря крепкому льду появляется возможность постройки дороги для связи между островом и берегом. Летом для этой цели используются баржи. В первую зиму строительства, более чем 540,000 м3 гравия было доставлено с материка на остров, чтобы поднять остров над уровнем моря. Чтобы достичь морского дна, рабочим пришлось резать лёд на блоки и подымать их с помощью кранов. Аналогичный способ был использован при прокладке трёх трубопроводов по морскому дну, которые соединили остров с берегом. Трубы были соединены при помощи сварки и укладывались в траншеи на глубине более чем 2,1 м ниже уровня моря. Летом 2000 года баржа с оборудованием прибыла на остров, но дальнейшие работы были прерваны на 39 часов, поскольку активисты Гринписа бойкотировали постройку. В октябре 2000 года первый газ начал поступать на остров, чтобы обеспечить нужды энергетического оборудование. В период зимы 2000—2001 года были проложены новые дороги по льду и начался следующий этап строительства, включая начало бурения на острове. Заключительные две баржи модульного оборудования для завершения постройки прибыли летом 2001 года. Когда строительство было завершено, весь проект острова Нортстар, включая трубопроводов, составил около 686 млн долл. Производство было запущенно 31 октября 2001 года и показатели добычи пошли вверх: 7 900 м3/в день к июню 2002 года 11 000 м3/в день к июню 2003 года. К середине 2006 года на нефтяной скважине Нортстар было добыто более 16 млн нефти. К середине 2007 года эта цифра составляла уже более 120 млн.